# Pycnarmon diaphana
Pycnarmon diaphana is een vlinder van de familie van de grasmotten (Crambidae). De wetenschappelijke naam van deze soort is voor het eerst voorgesteld als Phalaena Pyralis diaphana door Pieter Cramer in een publicatie uit 1777.

## Verspreiding
De soort komt voor in Sierra Leone, Soedan, Ethiopië, Kameroen, Equatoriaal Guinee, congo-Kinshasa, Zambia, Zimbabwe, Zuid-Afrika, de Seychellen (Mahé, Nord).

## Waardplanten
De rups leeft op soorten van de Sapotaceae waaronder Planchonella obovata en Sideroxylon ferrugineum.